# Aktion Albrecht I.
Die Aktion Albrecht I. (tschechisch akce Albrecht I.), auch  Sonderaktion „A“, vom September 1939 war nach der Aktion Gitter (Frühjahr 1939) die zweite große Verhaftungswelle im Protektorat Böhmen und Mähren nach der sogenannten Zerschlagung der Rest-Tschechei. Es war eine präventive Verhaftungsaktion im Zusammenhang mit dem Überfall auf Polen, 1. September 1939. Die Benennung der Aktion wurde von der Kartei der potenziell gefährlichen Personen (A-Kartei) abgeleitet. Sie betraf mindestens 1200 Personen.

## Bedeutung und Verlauf

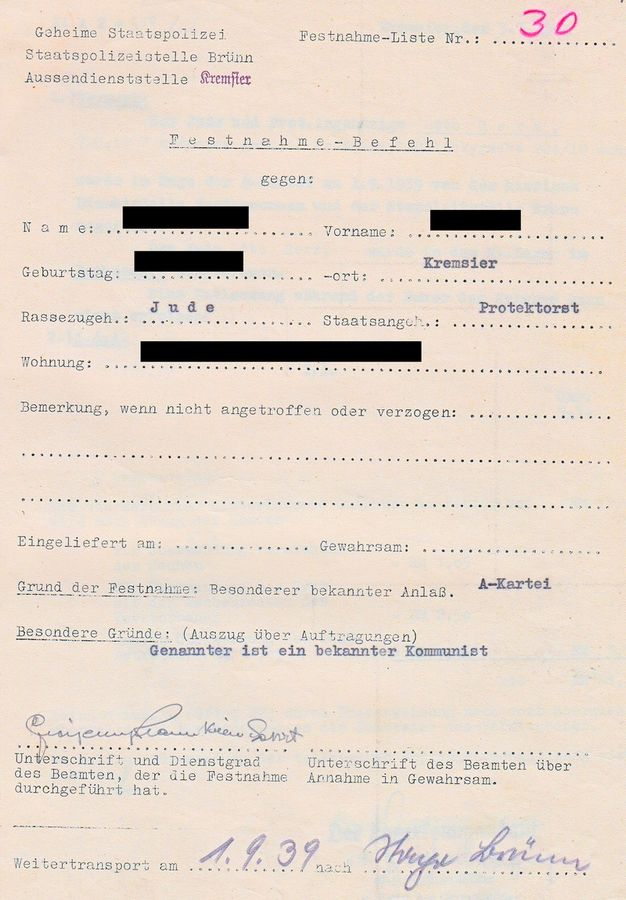
Befehl zur Festnahme einer Person aus A-Kartei, 1. September 1939

Nach der Aktion Gitter, die unmittelbar nach der Ausrufung des Protektorats stattfand und zur Verhaftung von bis zu 6400 Personen führte, hat die Gestapo bereits seit Sommer 1939 die Aktion Albrecht I. vorbereitet, die mit dem Beginn des Zweiten Weltkriegs durchgeführt wurde. Sie richtete sich gegen Personen, die in der ersten Aktion nicht verhaftet wurden: gegen Sozialdemokraten und Kommunisten, antifaschistische und linksorientierte Intellektuelle, deutsche Emigranten, Juden und Offiziere der tschechoslowakischen Armee, die präventiv verhaftet wurden, damit sie nicht den organisierten tschechischen Widerstand stärken.
Unter den etwa 2000 verhafteten Personen befanden sich unter anderem der Prager Oberbürgermeister Petr Zenkl, der Journalist Ferdinand Peroutka, Schriftsteller und Zeichner Josef Čapek, der Direktor der Brünner Wasserwerke Vojtěch Beneš, Priester Josef Plojhar, Künstler Emil Filla, die Politiker František Soukup, Alois Neuman und andere. Zu diesem Zeitpunkt musste man keine Rücksichten auf die Meinung im Ausland nehmen und so wurden die Verhafteten umgehend und direkt in das KZ Buchenwald transportiert, teilweise mit einem Zwischenaufenthalt im KZ Dachau. Bei der Befreiung des Konzentrationslagers am 11. April 1945 befanden sich dort von den zweitausend nur noch 166 Personen.